# Gelindo Bordin
Gelindo Bordin (Longare, Vicenza; 2 de abril de 1959) es un atleta italiano, ya retirado de la competición, que estaba especialiazado en carreras de larga distancia, su mayor logro fue ser campeón olímpico de maratón en los Juegos de Seúl 1988.

## Primeros éxitos
En 1979 acabó 5.º en los 10 000 metros de la Universiada de Ciudad de México. Sin embargo Bordin no destacó como atleta hasta que debutó en la prueba de maratón. En su primera maratón, diputada el 7 de octubre de 1984 en Milán, ganó la prueba con una notable marca de 2h13:20
Su primer gran triunfo fue la medalla de oro de maratón en los Campeonatos de Europa de Stuttgart 1986, donde los italianos hicieron un doblete con Bordin (oro) y Orlando Pizzolato (plata)
En la maratón de los Campeonatos del Mundo de Roma 1987, disputada bajo duras condiciones del calor y humedad, ganó la medalla de bronce por detrás de keniano Douglas Wakiihuri (plata) y del corredor de Yibuti Ahmed Salah (bronce)

## Oro olímpico en Seúl '88
En los Juegos Olímpicos de Seúl 1988 conseguiría la victoria más importante de su carrera, pese a que no era el favorito en los pronósticos. A partir del kilómetro 25 el grupo principal compuesto de 13 corredores, empezó a perder unidades hasta que a falta de 5 km para el final solo quedaban tres corredores: Bordin, Wakiihuri y Salah, precisamente los medallistas del mundial del año anterior en Roma. A falta de 3 km Bordin se quedó descolgado de Wakiihuri y Salah, quienes tomaron una ventaja de unos 20 metros sobre el italinano y parecía que se disputarían el triunfo. Sin embargo a falta de solo 1 km Bordin vino desde atrás y les superó a ambos para acabar ganando la prueba en 2h10:32 En segunda posición llegó Wakiihuri (2h10:47) y en tercera Salah (2h10:59)
Bordin se convirtió así en el primer italiano que ganaba la maratón en unos Juegos Olímpicos. En los Juegos de Atenas 2004 su compatriota Stefano Baldini repitió esta hazaña.

## Después de los Juegos
En 1990 Bordin defendió con éxito su título de campeón de Europa en Split, Croacia, siendo el primer maratoniano en sumar dos títulos de campeón de Europa. Precisamente Stefano Baldini ha sido el segundo en lograrlo tras sus victorias en los europeos de Múnich 2002 y Gotemburgo 2006.
En los mundiales de Tokio 1991, Bordin solo pudo conseguir una discreta 8.ª posición, lejos de las medallas. Al año siguiente intentó defender su título olímpico en los Juegos de Barcelona 1992, pero tuvo problemas físicos durante la carrera y finalmente tuvo que abandonar a mitad de la prueba.
Después de los Juegos de Barcelona decidió retirarse del atletismo.